# Jelena Mizulinová
Jelena Borisovna Mizulinová (roz. Dmitrijeva (Дмитриева), nepřechýleně Mizulina, rusky Елена Борисовна Мизулина; * 9. prosince 1954, Buj, Kostromská oblast, SSSR) je ruská politička. Vstoupila ve známost také pod přezdívkou "koště na gaye".

## Život
Jelena Borisovna studovala v letech 1972–1977 právo na Jaroslavské státní univerzitě. Během svého života se politicky angažovala ve vícero politických stranách, např. ve straně Jabloko nebo ve Svazu pravicových sil. Od roku 2007 je poslankyní ruské Státní dumy za stranu Spravedlivé Rusko, roku 2011 svůj mandát obhájila. Ve Státní dumě zastává pozici předsedkyně Výboru pro rodinu, ženy a děti (rusky председатель комитета Госдумы по вопросам семьи, женщин и детей).

### Zastávané postoje
Proslavila se především jako autorka mezinárodně kritizovaného zákona proti LGBT propagandě. Dále je zastánkyní omezení svobody slova na internetu, či zákazu adopcí ruských dětí americkými občany.
Jelena Borisovna je vdaná a má dvě děti.